# Brian Pockar
Brian James Pockar (Calgary, Alberta, 27 de outubro de 1959 – Calgary, Alberta, 28 de abril de 1992) foi um patinador artístico canadense, que competiu no individual masculino. Ele conquistou uma medalha de bronze em campeonatos mundiais e foi tricampeão do campeonato nacional canadense. Pockar disputou os Jogos Olímpicos de Inverno de 1980 terminando na décima segunda posição.

## Principais resultados
| Resultados                                            | Resultados        | Resultados    | Resultados        | Resultados       | Resultados       | Resultados        | Resultados      | Resultados       | Resultados        | Resultados    | Resultados    | Resultados    | Resultados    | Resultados    |
| Internacional                                         | Internacional     | Internacional | Internacional     | Internacional    | Internacional    | Internacional     | Internacional   | Internacional    | Internacional     | Internacional | Internacional | Internacional | Internacional | Internacional |
| Evento/Temporada                                      | 1973– 1974        | 1974– 1975    | 1975– 1976        | 1976– 1977       | 1977– 1978       | 1978– 1979        | 1979– 1980      | 1980– 1981       | 1981– 1982        |               |               |               |               |               |
| ----------------------------------------------------- | ----------------- | ------------- | ----------------- | ---------------- | ---------------- | ----------------- | --------------- | ---------------- | ----------------- | ------------- | ------------- | ------------- | ------------- | ------------- |
| Jogos Olímpicos                                       |                   |               |                   |                  |                  |                   | 12.º            |                  |                   |               |               |               |               |               |
| Campeonato Mundial                                    |                   |               |                   | 14.º             | 10.º             | 13.º              | 9.º             | 8.º              | Medalha de bronze |               |               |               |               |               |
| Grand Prix St. Gervais                                |                   |               |                   |                  | Medalha de prata |                   |                 |                  |                   |               |               |               |               |               |
| Nebelhorn Trophy                                      |                   |               |                   |                  | 4.º              |                   |                 |                  |                   |               |               |               |               |               |
| Skate Canada International                            |                   |               |                   | 11.º             | 5.º              | Medalha de bronze |                 | Medalha de prata |                   |               |               |               |               |               |
| Internacional – Júnior                                |                   |               |                   |                  |                  |                   |                 |                  |                   |               |               |               |               |               |
| Campeonato Mundial Júnior                             |                   |               | Medalha de bronze |                  |                  |                   |                 |                  |                   |               |               |               |               |               |
| Nacional                                              |                   |               |                   |                  |                  |                   |                 |                  |                   |               |               |               |               |               |
| Campeonato Canadense                                  |                   |               |                   | Medalha de prata | Medalha de ouro  | Medalha de ouro   | Medalha de ouro | Medalha de prata | Medalha de prata  |               |               |               |               |               |
| Campeonato Canadense – Júnior                         | Medalha de bronze |               |                   |                  |                  |                   |                 |                  |                   |               |               |               |               |               |
|                                                       |                   |               |                   |                  |                  |                   |                 |                  |                   |               |               |               |               |               |
| Legenda: Competição não foi disputada nesta temporada |                   |               |                   |                  |                  |                   |                 |                  |                   |               |               |               |               |               |